# Свети Иван Рилски (Пастух)
„Свети Иван Рилски“ е късносредновековна българска църква до село Пастух, община Невестино, област Кюстендил.
Църквата се намира на 1 km южно от селото, непосредствено вляво от шосето Кюстендил – Бобошево, на десния бряг на река Струма. Еднокорабна, едноапсидна църква с притвор, с размери 7,50 Х 3,50 m. Състои се от наос, притвор и полукръгла апсида. Особеност на плана е открития притвор. Той е единствен известен пример при еднокорабна църква от това време в Западна България. Църквата е изградена през XVI век. Зидарията е от речни камъни, обработени бигорови блокчета и червени тухли, споени с бял хоросан. Църквата е била изцяло изписана отвътре. Понастоящем е реставрирана, но няма запазени стенописи.
Църквата е архитектурно-строителен паметник на културата от местно значение (ДВ, бр.77/1968 г.) и художествен паметник на културата от национално значение (ДВ, бр.57/1969 г.).
Църквата празнува на 19 октомври.